# Qualificazioni al campionato europeo maschile di calcio 2004 - Gruppo 5

## Classifica
| Pos. | Squadra  | Pt | G | V | N | P | GF | GS | DR  |
| ---- | -------- | -- | - | - | - | - | -- | -- | --- |
| 1.   | Germania | 18 | 8 | 5 | 3 | 0 | 13 | 4  | +9  |
| 2.   | Scozia   | 14 | 8 | 4 | 2 | 2 | 12 | 8  | +4  |
| 3.   | Islanda  | 13 | 8 | 4 | 1 | 3 | 11 | 9  | +2  |
| 4.   | Lituania | 10 | 8 | 3 | 1 | 4 | 7  | 11 | -4  |
| 5.   | Fær Øer  | 1  | 8 | 0 | 1 | 7 | 7  | 18 | -11 |

## Risultati

### Prima giornata
| Arbitro: | Granat |

|                  |           |                          |
| Petersen 7’, 13’ | Marcatori | 62’ Lambert 83’ Ferguson |

| Arbitro: | Poll |

|  |           |                                     |
|  | Marcatori | 27’ Ballack 59’ (aut.) Stankevičius |

### Seconda giornata
| Arbitro: | Sars |

|  |           |                        |
|  | Marcatori | 6’ Dailly 63’ Naysmith |

| Arbitro: | Delević |

|                                   |           |  |
| Ražanauskas 23’ (rig.) Poškus 37’ | Marcatori |  |

### Terza giornata
| Arbitro: | Gilewski |

|                                  |           |  |
| Helguson 50’ Guðjohnsen 61’, 74’ | Marcatori |  |

| Arbitro: | Koren |

|                             |           |                      |
| Ballack 2’ (rig.) Klose 59’ | Marcatori | 45’ (aut.) Friedrich |

### Quarta giornata
| Arbitro: | Temmink |

|                       |           |                |
| Miller 12’ Wilkie 71’ | Marcatori | 49’ Guðjohnsen |

| Arbitro: | Torres |

|            |           |                 |
| Ramelow 7’ | Marcatori | 72’ Ražanauskas |

### Quinta giornata
| Arbitro: | Stuchlik |

|                        |           |  |
| Ražanauskas 74’ (rig.) | Marcatori |  |

### Sesta giornata
| Arbitro: | Messina |

|            |           |           |
| Miller 69’ | Marcatori | 22’ Bobic |

| Arbitro: | Liba |

|                                |           |              |
| Sigurðsson 51’ Guðmundsson 90’ | Marcatori | 63’ Jacobsen |

### Settima giornata
| Arbitro: | Corpodean |

|  |           |                                               |
|  | Marcatori | 60’ Guðjónsson 71’ Guðjohnsen 90’ Hreiðarsson |

| Arbitro: | Wegereef |

|  |           |                     |
|  | Marcatori | 89’ Klose 90’ Bobic |

### Ottava giornata
| Arbitro: | González |

|              |           |                               |
| Jacobsen 65’ | Marcatori | 6’ Guðjohnsen 70’ Marteinsson |

### Nona giornata
| Arbitro: | Čeferin |

|                                   |           |              |
| McCann 8’ Dickov 45’ McFadden 73’ | Marcatori | 35’ Johnsson |

| Reykjavík 6 settembre 2003, ore 20:45 UTC+0 | Islanda | 0 – 0 referto | Germania | Laugardalsvöllur (7.065 spett.)\| Arbitro: \| Barber \| |
| Arbitro:                                    | Barber  |               |          |                                                         |

### Decima giornata
| Arbitro: | Trivkovic |

|           |           |                                  |
| Olsen 42’ | Marcatori | 22’, 57’ Morinas 88’ Vencevicius |

| Arbitro: | Frisk |

|                              |           |            |
| Bobic 26’ Ballack 50’ (rig.) | Marcatori | 60’ McCann |

### Undicesima giornata
| Arbitro: | Colombo |

|              |           |  |
| Fletcher 70’ | Marcatori |  |

| Arbitro: | Ivanov |

|                                  |           |  |
| Ballack 9’ Bobic 59’ Kurányi 79’ | Marcatori |  |

## Statistiche

### Classifica marcatori
5 reti
- Eiður Guðjohnsen

4 reti
- Michael Ballack (2 rig.)
- Fredi Bobic

3 reti
- Tomas Ražanauskas (2 rig.)

2 reti
- Rógvi Jacobsen
- John Petersen
- Miroslav Klose
- Igoris Morinas
- Neil McCann
- Kenny Miller

1 rete
- Julian Johnsson
- Súni Olsen
- Kevin Kurányi
- Carsten Ramelow
- Þórður Guðjónsson
- Tryggvi Guðmundsson
- Heiðar Helguson
- Hermann Hreiðarsson
- Pétur Marteinsson
- Helgi Sigurðsson
- Robertas Poškus
- Donatas Vencevičius
- Christian Dailly
- Paul Dickov
- Barry Ferguson
- Darren Fletcher
- Paul Lambert
- James McFadden
- Gary Naysmith
- Lee Wilkie

autoreti
- Arne Friedrich (pro Isole Faroe)
- Marius Stankevičius (pro Germania)